# Mirza Hasan Khan

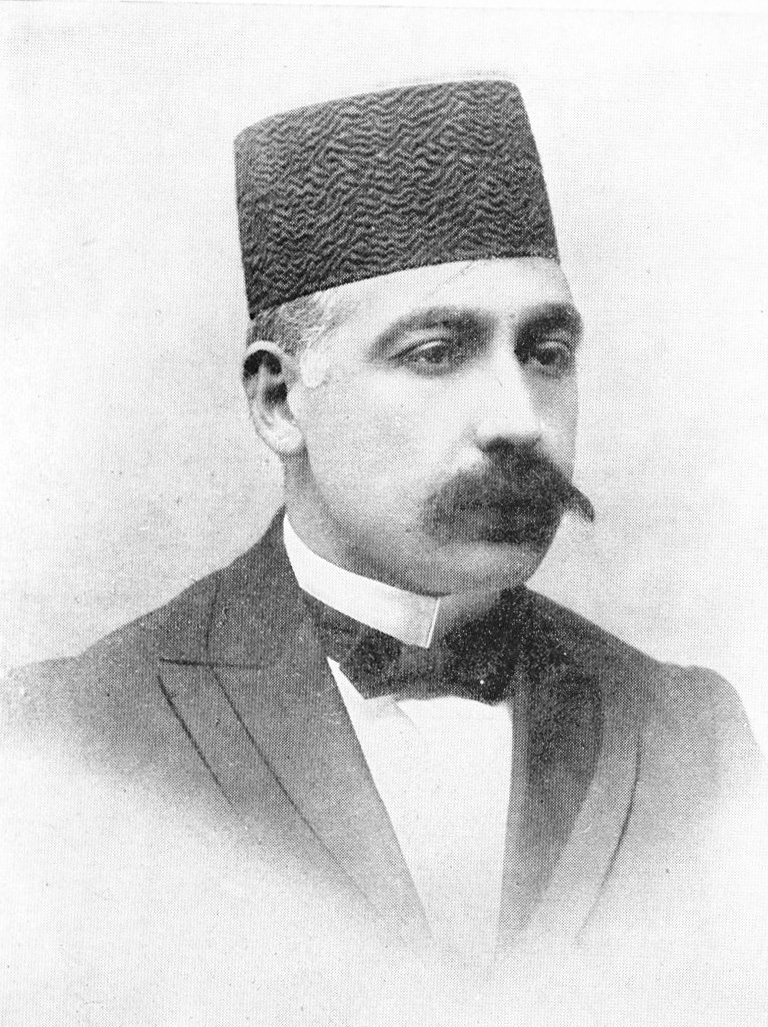
Mirza Hasan Khan

Mirza Hasan Khan Wuthuk al-Dawla (Teheran abril de 1868 - Teheran febrer de 1951) fou un home d'estat persa, almenys dues vegades primer ministre del país a més d'haver estat governador i ministre diverses vegades. Era net de Mirza Muhammad Kawam al-dawla, governador del Khurasan el 1855 i d'Esfahan el 1872; era també nebot de Mirza Ali Khan Amin al-Dawla, reformista i ministre principal de Muzaffar al-Din Shah. El seu germà petit Kawan al-Saltana fou també diverses vegades primer ministre, i era cosí de Mossadegh (Muhammad Musaddik al-Saltana) el primer ministre d'esquerres del xa que va nacionalitzar el petroli als anys 1950.
Nasir al-Din Shah li va donar el títol de Wuthuk al-Dawla i el va nomenar governador de l'Azerbaidjan el 1995 amb només 20 anys. El 1906 fou diputat al parlament i va ocupar diversos càrrecs al govern. És difícil dir quan fou primer ministre: segons l'Enciclopèdia de l'Islam el 1916-1917 i el 1918-1920; segons la wikipèdia en angles, amb el nom de Vosough od-Dowleh, del 1909 al 1910, uns dies el juliol de 1911, i de 1916 a 1917; segons la versió francesa i alemanya (on consta com Hassan Vosough) del 1916 a maig de 1917 i del 5 d'agost de 1918 al 21 de febrer de 1921; segons Worldstatesmen fou sis vegades (potser un error, ja que només l'esmenta cinc vegades) primer ministre (anomenat com Mirza Hassan Khan), del juliol de 1910 al juliol de 1911, del juliol de 1914 al febrer de 1915, de l'abril de 1915 al juliol de 1915, de l'agost de 1915 al desembre de 1915, no s'esmenta la cinquena vegada, i de l'agost de 1918 al 21 de febrer de 1921.
La gestió dels afers al mandat de 1916-1917 fou paralitzada per l'anarquia i per una revolta; en aquest temps el seu cunyat fou ministre d'educació i va fundar una dotzena d'escoles per nenes a Teheran. El 1918 fou nomenat primer ministre (5 d'agost) en un moment en què les tropes dels jangalis al Gilan, sota Mirza Kütxtak Khan van intentar crear repúbliques autònomes a la zona de la mar Càspia; va passar els dos primers anys intentat esclafar la revolta amb l'ajut dels britànics. El 1919 per centralitzar l'administració civil i militar i modernitzar la burocràcia i les finances segons model occidental va signar l'acord anglopersa amb Sir Percy Cox, el ministre plenipotenciari britànic a Pèrsia; l'acord posava l'administració de les finances sota control britànic, però va tenir l'oposició del parlament i de part de la cort i la noblesa, i naturalment dels russos (però també dels francesos i americans); el 21 febrer de 1921 fou destituït i el tractat anul·lat pel parlament. Mirza Hasan Khan fou acusat d'haver estat subornat pels britànics. A la Gran Bretanya se li va concedir el nomenament de cavaller de l'Orde del Bany.
El 1926 fou ministre de Finances i després de Justícia i el 1930 fou membre del parlament. Fou poeta i traductor. Quan el xa Rida Pahlavi va prohibir a les dones aparèixer velades en llocs públics va escriure un assaig que es va avançar al seu temps sobre l'emancipació de la dona. Des de 1936 fou director de l'Acadèmia de les Llengües. Va morir el febrer de 1951.